# Kaarlo Sarkia
Kaarlo Sarkia lub Kaarlo Thoedor Sulin (ur. 11 maja 1902, zm. 16 listopada 1945 w Sysmä) – poeta fiński tworzący kunsztowną pod względem melodyki i obrazowania lirykę. Przekładał na język fiński głównie poezję francuską.